# 飯島浩介
飯島 浩介（いいじま こうすけ）は日本の漫画家。

## 略歴
- 2004年、26歳の時に「サンデーまんがカレッジ」にて『桃と煙とサングラス」で努力賞受賞。
- 2005年、『週刊少年サンデー』にて、『お坊サンバ!!』を読切掲載。
- 2006年、『週刊少年サンデー』にて、『お坊サンバ!!』を短期集中連載。
- 2007年、『週刊少年サンデー』29号にて、『お坊サンバ!!』を連載開始（2009年終了）。
- 2011年、『週刊少年マガジン』12号にて、『ゼウスの種』を連載開始。18号で一旦終了し、マガジンSPECIAL6号より雑誌を移して連載が再開。週刊少年マガジン46号より、再び本誌に移籍して連載を開始した（2012年終了）。
- 2014年、『マガジンSPECIAL』10号にて、『育てち魔おう!』を連載開始。
- 2017年、マガジンSPECIAL休刊に伴い、『育てち魔おう!』が『マンガボックス』に移籍。
- 2021年、『マンガワン』にて、作画：汐里による『勇者のひざには猫がいる』の原作を担当。

## 作品

### 連載
- お坊サンバ!!（週刊少年サンデー2006年49号 - 51号、短期集中連載。2007年29号 - 2009年47号、全8巻）
- ゼウスの種（週刊少年マガジン2011年12号 - 18号、短期集中連載。2011年46号 - 2012年43号、全4巻）
- 育てち魔おう!（マガジンSPECIAL2014年10号 - 2016年9号・2017年2号、マンガボックス2016年12号 - 2019年第23号、全8巻）
- 勇者のひざには猫がいる（マンガワン2021年6月26日 - 2022年12月3日、全4巻） - 漫画原作

### 読切
- 拉麺の達人（週刊少年サンデー超2005年5月25日号）※『お坊サンバ!!』1巻巻末に収録
- うるうる坊主 〜仁義なき抗争2005・夏〜（週刊少年サンデー超2005年7月25日号）※『お坊サンバ!!』8巻に収録
- グルメ戦争（週刊少年サンデー超2005年9月25日号）
- お坊サンバ!!（週刊少年サンデー2005年40号）
- 織田信夫（週刊少年サンデー2005年47号）

## アシスタント
- 倉薗紀彦[1]
- 高田康太郎[2]
- 後藤隼平[1]
- 汐里[3]